# Rina Saigō
Rina Saigō (jap. 西郷 里奈 Saigō Rina; * 17. Oktober 2000 in Sakura City, Chiba Prefecture) ist eine japanische Tennisspielerin.

## Karriere
Rina Saigō spielt überwiegend Turniere auf der ITF Women’s World Tennis Tour, bei der sie bislang vier Titel im Einzel und sechs im Doppel gewonnen hat.

## Turniersiege

### Einzel
| Nr. | Datum             | Turnier             | Kategorie | Belag     | Finalgegnerin     | Ergebnis       |
| --- | ----------------- | ------------------- | --------- | --------- | ----------------- | -------------- |
| 1.  | 8. Mai 2022       | Antalya             | ITF W15   | Sand      | Daria Lodikova    | 6:3, 6:0       |
| 2.  | 16. Juni 2024     | Tokio               | ITF W15   | Hartplatz | Shiho Akita       | 4:6, 7:65, 7:5 |
| 3.  | 1. September 2024 | Nakhon Si Thammarat | ITF W35   | Hartplatz | Vaidehi Chaudhari | 7:5, 2:6, 6:2  |
| 4.  | 4. Mai 2025       | Goyang              | ITF W35   | Hartplatz | Janice Tjen       | 2:6, 6:4, 6:1  |

### Doppel
| Nr. | Datum              | Turnier  | Kategorie | Belag     | Partnerin    | Finalgegnerinnen                   | Ergebnis         |
| --- | ------------------ | -------- | --------- | --------- | ------------ | ---------------------------------- | ---------------- |
| 1.  | 2. März 2019       | Antalya  | ITF W15   | Sand      | Yukina Saigō | Bárbara Gatica Rebeca Pereira      | 4:6, 6:2, [10:5] |
| 2.  | 21. September 2019 | Antalya  | ITF W15   | Hartplatz | Yukina Saigō | Svenja Ochsner Joanne Züger        | 6:2, 6:0         |
| 3.  | 5. Oktober 2019    | Antalya  | ITF W15   | Hartplatz | Yukina Saigō | Hanna Kubarawa Nika Schytkouskaja  | 6:2, 6:3         |
| 4.  | 4. Dezember 2021   | Monastir | ITF W15   | Hartplatz | Yukina Saigō | Yasmine Mansouri Alessandra Simone | 6:0, 4:6, [10:5] |
| 5.  | 13. August 2022    | Danderyd | ITF W25   | Sand      | Yukina Saigō | Ashley Lahey Lisa Zaar             | 2:6, 7:5, [10:7] |
| 6.  | 10. Februar 2024   | Monastir | ITF W15   | Hartplatz | Yukina Saigō | Selina Dal Stéphanie Visscher      | 6:3, 7:5         |